# Église Sainte-Marie d'Amans
L'église Sainte-Marie est une église catholique située sur le territoire de la commune de Layrac, en France.

## Localisation
L'église est située dans le département français de Lot-et-Garonne, au lieu-dit Amans, sur le territoire de la commune de Layrac.

## Historique
Par une charte datée de la fin de l'été 1062, Hunald, vicomte du Brulhois, fait don aux monastères de Cluny et de Moissac de l'église de Layrac et d'autres églises de la région qui en dépendent, dont Amans : « Dono etiam et alias ecclesias, …… Sancte Mariae de Manzonvilla ». 
L'abside à chevet plat est voûtée en berceau brisé, le mur gouttereau de la nef et le clocher-mur sont romans.
L'église apparaît sous le nom de Notre-Dame d'Amans dans le pouillé de Jean de Valier de 1520.
Le portail d'entrée du XVIe siècle devait recevoir un décor flamboyant mais qui n'a pas été sculpté.
La voûte en brique creuse de la nef a été reconstruite au XIXe siècle. Le clocher-mur a été partiellement obstrué par la construction de la toiture de la nef. 
L'église était déjà en piteux état en 1950, peu avant qu'elle soit inscrite à l'inventaire supplémentaire. En 1962, la charpente et le toit de la nef laissés sans entretien s'étaient effondrés. Le conseil municipal préfère alors vendre certains éléments de l'église, comme son portail.
Le chœur à chevet carré, la nef et le clocher-mur sont inscrits au titre des monuments historiques le  19 octobre 1954.

## Description
L'abside romane est carrée avec un chevet plat. Elle est couverte par une voûte en berceau brisé reposant sur une corniche placée au-dessus d'une série d'arcatures et de colonnes engagées surmontées de chapiteaux romans (aigles symétriques, larges feuilles...). 
Un arc doubleau reposant sur des chapiteaux historiés (lions croisés, lions symétriques) sépare le chœur de la nef.